# Liste der Monuments historiques in Villevenard
Die Liste der Monuments historiques in Villevenard führt die Monuments historiques in der französischen Gemeinde Villevenard auf.

## Liste der Immobilien
| Bezeichnung              | Beschreibung                                                                                         | Standort                     | Kennzeichnung | Schutzstatus | Datum | Bild           |
| ------------------------ | --- | ---------------------------- | ------------- | ------------ | ----- | -------------- |
| Kirche St-Alpin          | aus dem 12. Jahrhundert                                                                              | Rue Vieux Chatelet (Lage)    | PA00078905    | Classé       | 1915  | weitere Bilder |
| Hypogäen von Villevenard | auch Nekropole von Les Ronces; drei Bestattungshöhlen der Seine-Oise-Marne-Kultur, jungsteinzeitlich | nordöstlich des Ortes (Lage) | PA00078906    | Classé       | 1926  | weitere Bilder |

## Liste der Objekte
| Bezeichnung                            | Beschreibung                                                                                     | Standort                      | Kennzeichnung | Schutzstatus | Datum | Bild           |
| -------------------------------------- | ------------------------------------------------------------------------------------------------ | ----------------------------- | ------------- | ------------ | ----- | -------------- |
| Altar der Taufkapelle                  | Altartisch, Retabel und Wandvertäfelung; Holz, farbig gefasst, 18. Jahrhundert                   | in der Kirche St-Alpin (Lage) | PM51002532    | Inscrit      | 1977  |                |
| Skulptur Heiliger Eligius              | Holz, 18. Jahrhundert                                                                            | in der Kirche St-Alpin (Lage) | PM51002528    | Inscrit      | 1977  |                |
| Hauptaltar                             | Altartisch, Tabernakel und Exposition; Holz, farbig gefasst, 18. Jahrhundert                     | in der Kirche St-Alpin (Lage) | PM51001188    | Inscrit      | 1977  |                |
| Marienaltar                            | linker Seitenaltar; Altartisch und Retabel; Holz, farbig gefasst, bezeichnet 1753                | in der Kirche St-Alpin (Lage) | PM51002524    | Inscrit      | 1977  |                |
| Skulptur Heiliger Alpinus von Châlons  | Holz, farbig gefasst und vergoldet, 18. Jahrhundert                                              | in der Kirche St-Alpin (Lage) | PM51002552    | Inscrit      | 1977  |                |
| Wandgemälde Jakobsleiter               | Fresko, 15. Jahrhundert                                                                          | in der Kirche St-Alpin (Lage) | PM51002941    | Inscrit      | 1978  | weitere Bilder |
| Gemälde Heiliger Ägidius (1)           | lokal als Heiliger Bonitus von Clermont bezeichnet; Ölfarbe auf Leinwand, 18. Jahrhundert        | in der Kirche St-Alpin (Lage) | PM51002526    | Inscrit      | 1977  |                |
| Glocke                                 | Bronze, 1683 gegossen                                                                            | in der Kirche St-Alpin (Lage) | PM51002533    | Inscrit      | 1977  |                |
| Kelch und Patene                       | Silber, teilweise vergoldet, zwischen 1819 und 1838, von Théodore Tonnelier                      | in der Kirche St-Alpin (Lage) | PM51003641    | Inscrit      | 1994  |                |
| Skulptur Heiliger Bonitus von Clermont | Holz, farbig gefasst, 18. Jahrhundert                                                            | in der Kirche St-Alpin (Lage) | PM51002943    | Inscrit      | 1978  |                |
| Gemälde Heiliger Alpinus von Châlons   | Ölfarbe auf Leinwand, 18. Jahrhundert                                                            | in der Kirche St-Alpin (Lage) | PM51002551    | Inscrit      | 1977  |                |
| Skulptur Madonna mit Kind              | Holz, farbig gefasst und vergoldet, 19. Jahrhundert                                              | in der Kirche St-Alpin (Lage) | PM51002942    | Inscrit      | 1978  |                |
| Orgel                                  | Haupteintrag für PM51001775                                                                      | in der Kirche St-Alpin (Lage) | PM51001774    | Inscrit      | 1980  |                |
| Instrumentalteil der Orgel             | vor 1744 für das Kloster Notre-Dame-d’Andecy in Baye gebaut, um 1790 nach Villevenard versetzt   | in der Kirche St-Alpin (Lage) | PM51001775    | Inscrit      | 1980  |                |
| Bonitusaltar                           | rechter Seitenaltar; Altartisch und Retabel; Holz, farbig gefasst und vergoldet, bezeichnet 1753 | in der Kirche St-Alpin (Lage) | PM51002523    | Inscrit      | 1977  |                |
| Skulptur Heiliger Vinzenz              | Holz, 18. Jahrhundert                                                                            | in der Kirche St-Alpin (Lage) | PM51002527    | Inscrit      | 1977  |                |
| Gemälde Heiliger Ägidius (2)           | lokal als Heiliger Godo von Oyes bezeichnet; Ölfarbe auf Leinwand, 18. Jahrhundert               | in der Kirche St-Alpin (Lage) | PM51002525    | Inscrit      | 1977  |                |
| Kruzifix                               | Holz, farbig gefasst, 17. Jahrhundert                                                            | in der Kirche St-Alpin (Lage) | PM51002534    | Inscrit      | 1977  |                |
| Gemälde Mariä Himmelfahrt              | Ölfarbe auf Leinwand, 18. Jahrhundert                                                            | in der Kirche St-Alpin (Lage) | PM51002553    | Inscrit      | 1977  |                |
| Vier Skulpturen von Heiligen           | Holz, farbig gefasst, 18. Jahrhundert                                                            | in der Kirche St-Alpin (Lage) | PM51002530    | Inscrit      | 1977  |                |
| Chorschranke                           | Schmiedeeisen, vergoldet, 18. Jahrhundert                                                        | in der Kirche St-Alpin (Lage) | PM51001187    | Classé       | 1977  |                |
| Skulptur Christus in der Rast          | Holz, farbig gefasst, 17. Jahrhundert                                                            | in der Kirche St-Alpin (Lage) | PM51002529    | Inscrit      | 1977  |                |
| Taufbecken                             | Stein, 18. Jahrhundert                                                                           | in der Kirche St-Alpin (Lage) | PM51002531    | Inscrit      | 1977  |                |
| Skulpturengruppe Christi Geburt        | Holz, farbig gefasst, 17. Jahrhundert                                                            | in der Kirche St-Alpin (Lage) | PM51001190    | Classé       | 1983  |                |
| Wandvertäfelung des Chorraums          | Holz, 18. Jahrhundert                                                                            | in der Kirche St-Alpin (Lage) | PM51001189    | Classé       | 1977  |                |